# Orientace kostela

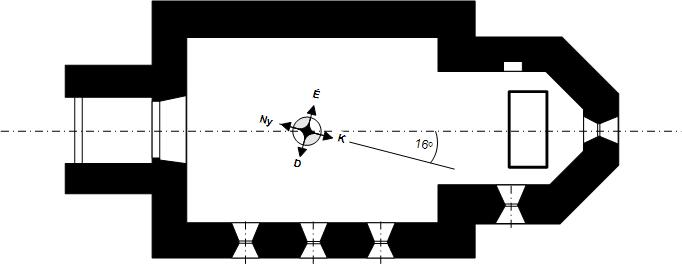
Odchylka orientace kostela od východního směru

Orientace kostela (v odborné lit. postihuje výraz orientovaná stavba; z lat. oriens – východ, Východ) je údaj udávající, zda jeho presbytář (a tedy i hlavní oltář, případně apsida) směřuje východním směrem. Pokud ano, označuje se taková stavba prostě jako orientovaná (bez dalšího doplnění); event. neorientovaná v případě, že se nejedná o stavbu směřovanou východním směrem.

## Historický vývoj
Středověké římskokatolické kostely budované podél hlavní osy ve směru východ-západ, s presbytářem umístěným vždy na východní straně, měly zpravidla orientaci směrem ke Svaté zemi. Tato zásada se plně uplatňovala zejména ve středověku. Důvodem však není věroučná podmínka jako v případě islámské modlitby, kdy modlící se vždy musí být otočen směrem k Mekce, ale jde pouze o symbolický poukaz na Krista jako světlo světa podle toho, jak je popisován jeho Druhý příchod: 
| „ | Neboť jako blesk ozáří oblohu od východu až na západ, takový bude příchod Syna člověka. (Mt 24, 27 (Kral, ČEP)) | “ |

Orientované stavby vykazují určitou, někdy značnou odchylku, běžně 10°, ale mnohdy i 30° od přesného východního směru.
Ani ve středověku nebyla orientace kostelů vyžadována dogmaticky. Neorientované stavby vznikaly ve všech historických obdobích, při výstavbě bylo možné přihlédnout i k jiným hlediskům, především možnostem samotné stavební parcely. Příkladem je konventní kostel ve Zlaté Koruně, který byl vzhledem k místním podmínkám otočen presbytářem téměř k severu. V období baroka dávali architekti před orientací někdy přednost pohledovému uplatnění hlavního průčelí kostela a otáčeli jeho osu o 90° nebo i o 180°.